# Pilsen (Wisconsin)
Pilsen – miasto w Stanach Zjednoczonych, w stanie Wisconsin, w hrabstwie Bayfield.